# Canal anal
O canal anal é a parte terminal do intestino grosso.
Pode ser classificado de duas maneiras:
- canal anal cirúgico (desde a junção anorretal até o ânus)
- canal anal anatômico (desde a linha pectinada até o ânus)

Está situado entre o reto e o ânus, abaixo do nível do diafragma pélvico. Ele repousa no trígono anal do períneo entre as fossas isquioanais esquerda e direita.
Nos humanos mede aproximadamente 2,5 a 4 cm de comprimento, estendendo-se desde a junção anorretal (cirúrgico) ou linha pectinada (anatômico) até o ânus. É direcionado para trás e para baixo. É cercado pelo músculo esfíncter interno do ânus (involuntário) e pelo músculo esfíncter externo do ânus (voluntário).